# فرودگاه سرتو تسنترلنی
فرودگاه سرتو تسنترلنی (به انگلیسی: Saratov Tsentralny Airport) یک فرودگاه همگانی با کد یاتا RTW است که یک باند فرود آسفالت دارد و طول باند آن ۲۲۲۰ متر است. این فرودگاه در شهر ساراتوف کشور روسیه قرار دارد و در ارتفاع ۱۵۲ متری از سطح دریا واقع شده‌است.

## شرکت‌های هواپیمایی و مقصدهای پروازی
| شرکت‌های هواپیمایی | مقصدهای پروازی                                                                               |
| ----------------- | -------------------------------------------------------------------------------------------- |
| آئروفلوت          | شرمتیوو                                                                                      |
| Dexter Air Taxi   | قازان، استریگینو                                                                             |
| ساراتوف ایرلاینز  | مینرالنیه وودی، دوموده‌دوو، پالکوو, فصلی: آناپا، گلن دژیک، سیمفروپول، سوچی چارتر فصلی: سورگوت |